# Rádio Cultura (Maringá)
A Rádio Cultura é uma estação de rádio brasileira de Maringá, Paraná. Transmite sua programação em 1390 kHz, da Rádio Deus é Amor.

## História
A primeira iniciativa para ter uma emissora em Maringá veio em 16 de novembro de 1949, por meio do envolvimento dos empresários José Medeiros da Silveira, Odwaldo Bueno Netto, Amadeu Vuolo e Átila de Souza Melo. Entretanto, não foi possível a transmissão nesse primeiro momento.
Foi somente em 15 de junho de 1950 que aconteceu a primeira transmissão, por meio do radialista Samuel Silveira. A emissão acontecia por meio dos alto-falantes instalados pela Avenida Brasil. por causa da dificuldade na distribuição da energia elétrica nas ruas do município A emissora foi a primeira a operar em Maringá.
Em 1953, a emissora já contava com um auditório. A chegada da energia elétrica deu melhor estrutura à emissora, com a distribuição de notícias nacionais via telex.
A emissora esteve pertencente ao Grupo O Diário do Norte do Paraná. Em 2012, foi vendida à Igreja Pentecostal Deus é Amor.
Em 2020, a emissora recebeu autorização de migração para Frequência Modulada.